# الی مک‌بل
الی مک‌بل (انگلیسی: Ally McBeal) سریالی تلویزیونی کمدی-درام حقوقی است که از ۸ سپتامبر ۱۹۹۷ تا ۲۰ مه ۲۰۰۲ بخش می‌شده. از بازیگران این سریال می‌توان به کالیستا فلوکهارت، کورتنی تورن-اسمیت، گرگ جرمن، لیزا نیکول کارسون، جین کراکوسکی، وندا شپارد، پورشا دی راسی، لوسی لیو، پیتر مک‌نیکول، گیل بیلاز و رابرت داونی جونیور اشاره کرد